# 399 до н. е.

## Події
- 15 лютого — Сократа засудили до смертної кари

## Померли
- Аміртей — єгипетський фараон;
- Архелай — македонський цар;
- Сократ — давньогрецький філософ